# Baskouré
Baskouré là một tổng thuộc tỉnh Kouritenga ở phía đông Burkina Faso. Thủ phủ là thị xã Baskouré. Theo điều tra dân số năm 1996, tổng này có tổng dân số 11.447.

## Các thị xã và làng xã
- Baskouré (2 349 dân) (thủ phủ)
- Balgo (203 dân)
- Boumdoudoum (368 dân)
- Komsilga (740 dân)
- Lilgomde (196 dân)
- Nakaba (2 890 dân)
- Niago (577 dân)
- Oualogo (479 dân)
- Ounougou (966 dân)
- Sambraoghin (1 048 dân)
- Seguem (322 dân)
- Tossin (996 dân)